# Lothar Kreyssig
Lothar Kreyssig (30 octobre 1898, Flöha (Saxe) - 6 juillet 1986, Bergisch Gladbach) était un juge allemand, qui a exercé cette profession entre 1926 et 1942. Il est surtout réputé pour avoir été le seul magistrat à s'être opposé à la campagne d'extermination des personnes handicapées menées par les nazis, ce qui lui a coûté son poste. Après-guerre, il exerce la profession d'avocat dans la zone d'occupation soviétique puis se consacre à des activités humanitaires favorisant la réconciliation entre l'Allemagne de l'Est et l'Allemagne de l'Ouest et il occupe d'importantes responsabilités au sein de l'église protestante.
Reconnu comme résistant allemand au nazisme, il décède en 1986 : plusieurs rues, lieux publics ou monuments sont dédiés à sa mémoire.

## Premières années
Lothar Kreyssig est né à Flöha, en Saxe : son père est homme d'affaires et négociant en grains. Après ses études primaires, puis secondaires au Gymnasium de Chemnitz, il s'engage volontairement dans l'armée en 1916, au cours de la Première Guerre mondiale. Pendant ses deux années de service, il combat successivement  en France, dans les Balkans et en Serbie.
Après la guerre, entre 1919 et 1922, il étudie le droit à Leipzig où il obtient son doctorat en 1923 ; il rejoint le tribunal régional de Chemnitz en 1926 et y devient juge en 1928.